# Jedomělice
Jedomělice (en allemand : Jedomielitz) est une commune du district de Kladno, dans la région de Bohême-Centrale, en Tchéquie. Sa population s'élevait à 417 habitants en 2020.

## Géographie
Jedomělice se trouve à 10 km au nord de Stochov, à 14 km au nord-ouest de Kladno et à 38 km au nord-ouest de Prague.
La commune est limitée par Pozdeň et Plchov au nord, par Libovice à l'est, par Řisuty, Malíkovice et Drnek au sud, et par Mšec à l'ouest.

## Histoire
La première mention écrite de la localité date de 1316.